# Eugène Demolder
Eugène-Ghislain-Alfred Demolder (ur. 16 grudnia 1862 w Sint-Jans-Molenbeek, zm. 8 października 1919 w Corbeil-Essonnes we Francji) – belgijski pisarz.
Mąż Claire Dulac-Rops, córki belgijskiego ilustratora i artysty Féliciena Ropsa.

## Dzieła
- 1889 – Impressions d’art, études, critiques, transpositions, critique d’art
- 1891 – Contes d’Yperdamme
- 1891 – Le Massacre des innocents
- 1891 – Les Matines de Marie-Madeleine, conte de Pentecôte
- 1893 – Récits de Nazareth
- 1894 – Félicien Rops, étude patronymique
- 1896 – La Legende d’Yperdamme
- 1896 – Le Royaume authentique du grand Saint Nicolas
- 1897 – Quatuor
- 1897 – Sous la robe
- 1899 – La Mort aux berceaux
- 1899 – La Route d’émeraude
- 1901 – Le Cœur des pauvres
- 1901 – Constantin Meunier
- 1901 – Les Patins de la reine de Hollande
- 1901 – Trois contemporains: Henri de Brakeleer, Constantin Meunier, Félicien Rops
- 1901 – L’Agonie d’Albion
- 1904 – L’Arche de Monsieur Cheunus
- 1904 – Le jardinier de la Pompadour
- 1906 – L’Espagne en auto